# 徐范
徐范（?—?），字彝父。福建侯官（今福州市）人。
從小失父，開課授徒以養母。和兄長徐歸以鄉試入太学。慶元元年（1195年），右丞相趙汝愚遭韓侂冑誣陷，贬黜永州。徐范與太學生楊宏中、林仲麟、張衜、蔣傅、周端朝等六人聯名上書為趙汝愚申辯，韓侂冑大怒，將六人谪五百里外編管。時稱“慶元六君子”。徐范被貶臨海，和兄長徐歸一同前往，禁锢十余年。開禧三年（1207年），韓侂冑誅死，六人始赦返。
嘉定元年（1208年），進士及第，任清江县尉。历任太學錄、国子监主簿、秘书丞、著作郎，兼国史院编修、实录院检讨，以朝奉大夫致仕。卒，贈朝請大夫、集英殿修撰。

## 延伸阅读
[在维基数据编辑]
 《宋史·卷423》，出自脱脱《宋史》